# Tanquary Fiord Airport
Tanquary Fiord Airport är en flygplats i Kanada.   Den ligger i territoriet Nunavut, i den nordöstra delen av landet, 4 000 km norr om huvudstaden Ottawa. Tanquary Fiord Airport ligger 1 meter över havet.
Terrängen runt Tanquary Fiord Airport är varierad. Havet är nära Tanquary Fiord Airport åt sydväst. Trakten runt Tanquary Fiord Airport är nära nog obefolkad, med mindre än två invånare per kvadratkilometer.. 
Trakten runt Tanquary Fiord Airport består i huvudsak av gräsmarker.